# Апостольский нунций в Андорре
Апостольский нунций в Княжестве Андорра — дипломатический представитель Святого Престола в Андорре. Данный дипломатический пост занимает церковно-дипломатический представитель Ватикана в ранге посла. Апостольская нунциатура в Андорре была учреждена на постоянной основе 16 июня 1995 года.
В настоящее время Апостольским нунцием в Андорре является архиепископ, назначенный Папой Львом XIV.

## История
Апостольская нунциатура в Андорре была учреждена 16 июня 1995 года, папой римским Иоанном Павлом II. Однако апостольский нунций не имеет официальной резиденции в Андорре, в его столице Андорра-ла-Велье и является апостольским нунцием по совместительству, эпизодически навещая страну. Резиденцией апостольского нунция в Андорре является Мадрид — столица Испании.

## Апостольские нунции в Андорре
- Лайоша Када — (6 марта 1996 — 1 марта 2000, в отставке);
- Мануэл Монтейру де Каштру — (1 марта 2000 — 3 июля 2009 — назначен секретарём Конгрегации по делам епископов);
- Ренцо Фратини — (20 августа 2009 — 4 июля 2019, в отставке);
- Бернардито Клеопас Ауса — (1 октября 2019 — 22 марта 2025 — назначен апостольским нунцием при Европейском Союзе).